# 郭宏伟
郭宏伟，中华人民共和国政治人物、全国脱贫攻坚先进个人。

## 生平
郭宏伟任左权县麻田镇包村工作队队长，山西省政府办公厅人事处处长、一级调研员。因在脱贫攻坚战中作出突出贡献，2021年2月25日全国脱贫攻坚总结表彰大会上，郭宏伟被授予“全国脱贫攻坚先进个人”。